# GP Cristal Energie
De Grand Prix Cristal Energie (UCI-categorie: 1.2) is een voormalige eendaagse wielerwedstrijd in Frankrijk die werd verreden in juli. De wedstrijd werd voor het eerst in 1984 georganiseerd voor amateurs. Sinds 2006 is deze wedstrijd voor professionals.

## Erepodium
| Jaar | 1e               | 2e                   | 3e                |
| ---- | ---------------- | -------------------- | ----------------- |
| 2006 | Carlos Torrent   | Mathieu Drujon       | René Jørgensen    |
| 2007 | Florian Morizot  | Jonas Aaen Jørgensen | Médéric Clain     |
| 2008 | Dan Craven       | Guillaume Bonnafond  | Jarosław Marycz   |
| 2009 | Martin Pedersen  | Robert Retschke      | Troels Vinther    |
| 2010 | Lilian Jégou     | Herberts Pudans      | Thomas Girard     |
| 2011 | Renaud Pioline   | Arnaud Démare        | Bryan Nauleau     |
| 2012 | Bryan Coquard    | Warren Barguil       | Stéphane Rossetto |
| 2013 | Benoît Daeninck  | Thomas Girard        | Maxime Renault    |
| 2014 | Niet verreden    | Niet verreden        | Niet verreden     |
| 2015 | Thomas Rostollan | Alexandre Deletang   | Fabien Grellier   |

### Overwinningen per land
| Overwinningen | Land                                             |
| ------------- | ------------------------------------------------ |
| 21            | Frankrijk                                        |
| 4             | Polen                                            |
| 1             | Denemarken, Spanje, Verenigd Koninkrijk, Namibië |